# Подрхтавање 5: Крвне везе
Подрхтавање 5: Крвне везе (енгл. Tremors 5: Bloodlines) је америчко-јужноафрички акциони хорор филм из 2015. године, редитеља Дона Мајкла Пола, са Мајклом Гросом, Џејмија Кенедија, Перл Тјуси и Брендоном Ауретом у главним улогама. Представља наставак филма Подрхтавање 3: Повратак у Перфекшн (2001), као и пето остварење у овом филмском серијалу. Радња наставља причу о Берту Гамеру, који се заједно са својим сином суочава са грабоидима у Јужној Африци.
Филм је сниман 22. септембра 2014, док је продукцијска кућа Јуниверсал пикчерс дистрибуирала филм директно на видео 6. октобра 2015. Такође, Подрхтавање 5 је приказано и на каналу Syfy средином 2016. Добио је осредње оцене критичара, а публика сајта Ротен томејтоуз оценила га је са 36%.
Три године касније снимљен је нови наставак под насловом Подрхтавање 6: Хладан дан у паклу.

## Радња
Берт Гамер, звезда веб-серије о сурвивализму, одлази у Јужноафрички Републику са својим новим камерманом Трависом Велкером, због појављивања нове врсте грабоида. Док се поново суочава са џиновским црвима, Берт открива да је Травис заправо његов син.

## Улоге
| Глумац         | Улога            |
| -------------- | ---------------- |
| Мајкл Грос     | Берт Гамер       |
| Џејми Кенеди   | Травис Б. Велкер |
| Перл Тјуси     | др Нанди Монтабу |
| Реа Рангака    | Барути           |
| Брендон Аурет  | Јохан Дрејер     |
| Нолита Зулу    | Амале Монтабу    |
| Данијел Џанкс  | Пјонг Лин Ченг   |
| Село Себотсане | Таба             |
| Ијан Робертс   | Ден Брејверс     |
| Натали Бекер   | Луција           |
| Емануел Кастис | др Мајкл Свон    |
| Зак Хендрикз   | Рајли            |
| Лоренс Џофе    | Бејсон           |